# Sporobolus pyramidalis
Sporobolus pyramidalis är en gräsart som beskrevs av Ambroise Marie François Joseph Palisot de Beauvois. Sporobolus pyramidalis ingår i släktet droppgräs, och familjen gräs. Inga underarter finns listade i Catalogue of Life.